# Новотроїцьке (Синельниківський район)
Новотро́їцьке — село в Україні, у Межівській селищній громаді Синельниківського району Дніпропетровської області. Населення становить 201 осіб. До 2017 року орган місцевого самоврядування — Преображенська сільська рада.

## Географія
Село Новотроїцьке розташоване за 146 км від обласного центру та 121 км від районного центру, за 1 км — село Преображенка. Найближчий пасажирський залізничний зупинний пункт Кирпичеве (за 8,8 км).

## Історія
Село засноване до 1932 року.
Під час організованого радянською владою Голодомору 1932—1933 років померло щонайменше 224 жителі села.
14 лютого 2017 року село Новотроїцьке Преображенської сільської ради, в ході децентралізації, об'єднано з Межівською селищною громадою.
12 червня 2020 року, відповідно до розпорядження Кабінету Міністрів України № 709-р від «Про визначення адміністративних центрів та затвердження територій територіальних громад Дніпропетровської області», увійшло до складу Межівської селищної громади.
19 липня 2020 року, в результаті адміністративно-територіальної реформи і ліквідації Межівського району, село увійшло до складу новоутвореного Синельниківського району.